# Miamimyia cincta
Miamimyia cincta là một loài ruồi trong họ Tachinidae.